# Standaard Wetteren
Koninklijke Standaard Wetteren fue un club de fútbol belga de Wetteren. El club estaba afiliado a la Real Asociación de Fútbol con el número de matrícula 5479 y tenía el amarillo y el verde como colores del club. El estadio del club lleva el nombre de Marcel De Kerpel, quien fue presidente de Standaard Wetteren de 1963 a 2001 y quien expandió el club.

## Historia
El club fue fundado en 1948 como el equipo amateur Standaard Molenhoek, y jugó durante tres años en la Katholieke Vlaamsche Sportverbond Oost-Vlaanderen, una asociación de fútbol amateur. En 1951, el nombre se cambió a Football Club Standaard Wetteren y se mudó a la Asociación Belga de Fútbol, donde se registraron como Standaard Wetteren y se les asignó el número de matrícula 5479. El club siguió jugando en la división provincial durante varias décadas. En 1953 se proclamó campeón de Tercera Provincial; al año siguiente, siguió otro descenso.
En 1963, el empresario Marcel De Kerpel se hizo cargo del club. En 1968 volvió a ser campeón de Tercera Provincial. En 1982 también se hicieron con el título de Segundo Provincial, con lo que ascendieron a la máxima serie provincial. Unos años más tarde, el club avanzó a la serie nacional. Después, en 1988 el club se proclamó campeón en Primera Provincial y ascendió a la Cuarta División nacional. El equipo inmediatamente se hizo con el título, y después de solo una temporada, Wetteren subió a Tercera División.
El equipo pudo mantenerse allí durante varias temporadas. En la 1999/2000 les tocó jugar el play-off de descenso, manteniendo la categoría. Sin embargo, al año siguiente terminaron en descenso directo y Wetteren volvió a Cuarta. Después de 50 años con la asociación de fútbol, el club se convirtió en " real " en 2001 y el nombre se convirtió en Koninklijke Standaard Wetteren. Gracias a un título de campeón en Cuarta dos temporadas después, pudo volver a Tercera División de nuevo en 2003.
En la temporada 2008/09, Wetteren también se alzó con el título de su grupo en Tercera División y así logró ascender a Segunda División por primera vez en su historia. Permaneció allí durante tres temporadas, hasta que en la temporada 2011/12, terminó último y volvió a Tercera División.
En 2014, el club descendió aún más a la Cuarta División, donde mientras tanto también jugaba su compañero local RRC Wetteren-Kwatrecht. Ambos clubes se fusionaron tras la temporada 2014/15. El nuevo club continuó con el número básico de Racing como RFC Wetteren. La matrícula número 5479 de Standaard Wetteren se vendió al proyecto de Bruselas RWDM 47.

## Resultados
| Temporada | División | División | División | División | División | División | División | Denominación                              | Puntos                                    | Observaciones                                                                              |                                           |
|           | I        | II       | III      | P.I      | P.II     | P.III    |          |                                           |                                           |                                                                                            |                                           |
| --------- | -------- | -------- | -------- | -------- | -------- | -------- | -------- | ----------------------------------------- | ----------------------------------------- | ------------------------------------------------------------------------------------------ | ----------------------------------------- |
| 1951/52   |          |          |          |          |          | 10       |          | Tercera prov. O-Vl.                       | 20                                        |                                                                                            |                                           |
|           | I        | II       | III      | IV       | P.I      | P.II     | P.III    | desde 1952/53 hay 4 categorías nacionales | desde 1952/53 hay 4 categorías nacionales | desde 1952/53 hay 4 categorías nacionales                                                  | desde 1952/53 hay 4 categorías nacionales |
| 1952/53   |          |          |          |          |          |          | 1        | Tercera prov. O-Vl.                       | 38                                        |                                                                                            |                                           |
| 1953/54   |          |          |          |          |          | 15       |          | Segunda prov. O-Vl.                       | 17                                        |                                                                                            |                                           |
| 1954/55   |          |          |          |          |          |          | 2        | Tercera prov. O-Vl.                       | 35                                        |                                                                                            |                                           |
| 1955/56   |          |          |          |          |          |          | 9        | Tercera prov. O-Vl.                       | 15                                        |                                                                                            |                                           |
| 1956/57   |          |          |          |          |          |          | 6        | Tercera prov. O-Vl.                       | 29                                        |                                                                                            |                                           |
| 1957/58   |          |          |          |          |          |          | 2        | Tercera prov. O-Vl.                       | 33                                        |                                                                                            |                                           |
| 1958/59   |          |          |          |          |          | 15       |          | Segunda prov. O-Vl.                       | 17                                        |                                                                                            |                                           |
| 1959/60   |          |          |          |          |          |          | 2        | Tercera prov. O-Vl.                       | 39                                        |                                                                                            |                                           |
| 1960/61   |          |          |          |          |          |          | 11       | Tercera prov. O-Vl.                       | 20                                        |                                                                                            |                                           |
| 1961/62   |          |          |          |          |          |          | 8        | Tercera prov. O-Vl.                       | 29                                        |                                                                                            |                                           |
| 1962/63   |          |          |          |          |          |          | 13       | Tercera prov. O-Vl.                       | 15                                        |                                                                                            |                                           |
| 1963/64   |          |          |          |          |          |          | 12       | Tercera prov. O-Vl.                       | 25                                        |                                                                                            |                                           |
| 1964/65   |          |          |          |          |          |          | 14       | Tercera prov. O-Vl.                       | 13                                        |                                                                                            |                                           |
| 1965/66   |          |          |          |          |          |          | 9        | Tercera prov. O-Vl.                       | 31                                        |                                                                                            |                                           |
| 1966/67   |          |          |          |          |          |          | 3        | Tercera prov. O-Vl.                       | 44                                        |                                                                                            |                                           |
| 1967/68   |          |          |          |          |          |          | 1        | Tercera prov. O-Vl.                       | 47                                        |                                                                                            |                                           |
| 1968/69   |          |          |          |          |          | 8        |          | Segunda prov. O-Vl.                       | 33                                        |                                                                                            |                                           |
| 1969/70   |          |          |          |          |          | 8        |          | Segunda prov. O-Vl.                       | 29                                        |                                                                                            |                                           |
| 1970/71   |          |          |          |          |          | 4        |          | Segunda prov. O-Vl.                       | 33                                        |                                                                                            |                                           |
| 1971/72   |          |          |          |          |          | 7        |          | Segunda prov. O-Vl.                       | 31                                        |                                                                                            |                                           |
| 1972/73   |          |          |          |          |          | 5        |          | Segunda prov. O-Vl.                       | 33                                        |                                                                                            |                                           |
| 1973/74   |          |          |          |          |          | 7        |          | Segunda prov. O-Vl.                       | 32                                        |                                                                                            |                                           |
| 1974/75   |          |          |          |          |          | 12       |          | Segunda prov. O-Vl.                       | 28                                        |                                                                                            |                                           |
| 1975/76   |          |          |          |          |          | 12       |          | Segunda prov. O-Vl.                       | 26                                        |                                                                                            |                                           |
| 1976/77   |          |          |          |          |          | 14       |          | Segunda prov. O-Vl.                       | 22                                        |                                                                                            |                                           |
| 1977/78   |          |          |          |          |          | 14       |          | Segunda prov. O-Vl.                       | 26                                        |                                                                                            |                                           |
| 1978/79   |          |          |          |          |          | 9        |          | Segunda prov. O-Vl.                       | 28                                        |                                                                                            |                                           |
| 1979/80   |          |          |          |          |          | 10       |          | Segunda prov. O-Vl.                       | 28                                        |                                                                                            |                                           |
| 1980/81   |          |          |          |          |          | 3        |          | Segunda prov. O-Vl.                       | 38                                        |                                                                                            |                                           |
| 1981/82   |          |          |          |          |          | 1        |          | Segunda prov. O-Vl.                       | 39                                        |                                                                                            |                                           |
| 1982/83   |          |          |          |          | 7        |          |          | Primera prov. O-Vl.                       | 33                                        |                                                                                            |                                           |
| 1983/84   |          |          |          |          | 8        |          |          | Primera prov. O-Vl.                       | 30                                        |                                                                                            |                                           |
| 1984/85   |          |          |          |          | 14       |          |          | Primera prov. O-Vl.                       | 21                                        |                                                                                            |                                           |
| 1985/86   |          |          |          |          | 2        |          |          | Primera prov. O-Vl.                       | 45                                        |                                                                                            |                                           |
| 1986/87   |          |          |          |          | 5        |          |          | Primera prov. O-Vl.                       | 35                                        |                                                                                            |                                           |
| 1987/88   |          |          |          |          | 1        |          |          | Primera prov. O-Vl.                       | 47                                        |                                                                                            |                                           |
| 1988/89   |          |          |          | 1        |          |          |          | Cuarta A                                  | 47                                        |                                                                                            |                                           |
| 1989/90   |          |          | 11       |          |          |          |          | Tercera A                                 | 25                                        |                                                                                            |                                           |
| 1990/91   |          |          | 7        |          |          |          |          | Tercera A                                 | 31                                        |                                                                                            |                                           |
| 1991/92   |          |          | 7        |          |          |          |          | Tercera A                                 | 31                                        |                                                                                            |                                           |
| 1992/93   |          |          | 13       |          |          |          |          | Tercera A                                 | 23                                        |                                                                                            |                                           |
| 1993/94   |          |          | 12       |          |          |          |          | Tercera A                                 | 26                                        |                                                                                            |                                           |
| 1994/95   |          |          | 12       |          |          |          |          | Tercera A                                 | 23                                        |                                                                                            |                                           |
| 1995/96   |          |          | 10       |          |          |          |          | Tercera A                                 | 39                                        |                                                                                            |                                           |
| 1996/97   |          |          | 13       |          |          |          |          | Tercera A                                 | 34                                        |                                                                                            |                                           |
| 1997/98   |          |          | 5        |          |          |          |          | Tercera A                                 | 47                                        |                                                                                            |                                           |
| 1998/99   |          |          | 9        |          |          |          |          | Tercera A                                 | 40                                        |                                                                                            |                                           |
| 1999/00   |          |          | 14       |          |          |          |          | Tercera A                                 | 35                                        | Victoria en ronda final por retención contra K. Diegem Sport (2-1) y K. Stade Leuven (3-2) |                                           |
| 2000/01   |          |          | 16       |          |          |          |          | Tercera A                                 | 25                                        |                                                                                            |                                           |
| 2001/02   |          |          |          | 4        |          |          |          | Cuarta A                                  | 49                                        | Derrota en la ronda final de ascenso ante el FC Nieuwkerken (0-0; 3-4 np)                  |                                           |
| 2002/03   |          |          |          | 1        |          |          |          | Cuarta A                                  | 59                                        |                                                                                            |                                           |
| 2003/04   |          |          | 8        |          |          |          |          | Tercera A                                 | 44                                        |                                                                                            |                                           |
| 2004/05   |          |          | 8        |          |          |          |          | Tercera A                                 | 45                                        |                                                                                            |                                           |
| 2005/06   |          |          | 3        |          |          |          |          | Tercera A                                 | 52                                        | Derrota en la ronda final de ascenso ante el Racing Waregem (1-2)                          |                                           |
| 2006/07   |          |          | 7        |          |          |          |          | Tercera A                                 | 45                                        |                                                                                            |                                           |
| 2007/08   |          |          | 13       |          |          |          |          | Tercera A                                 | 33                                        |                                                                                            |                                           |
| 2008/09   |          |          | 1        |          |          |          |          | Tercera A                                 | 64                                        |                                                                                            |                                           |
| 2009/10   |          | 10       |          |          |          |          |          | Segunda División                          | 44                                        |                                                                                            |                                           |
| 2010/11   |          | 12       |          |          |          |          |          | Segunda División                          | 42                                        |                                                                                            |                                           |
| 2011/12   |          | 18       |          |          |          |          |          | Segunda División                          | 21                                        |                                                                                            |                                           |
| 2012/13   |          |          | 12       |          |          |          |          | Tercera A                                 | 42                                        |                                                                                            |                                           |
| 2013/14   |          |          | 18       |          |          |          |          | Tercera A                                 | 32                                        |                                                                                            |                                           |
| 2014/15   |          |          |          | 9        |          |          |          | Cuarta A                                  | 40                                        |                                                                                            |                                           |

## Entrenadores
- 2000-2001 Wim De Corte
- 2001-2002  Wim De Corte
- 2002-2003  Wim De Corte
- 2003-2004  Wim De Corte
- 2004-2005  Wim De Corte
- 2005-2006  Wim De Corte
- 2006-2007  Wim De Corte
- 2007-2008  Wim De Corte
- 2008-2009  Wim De Corte
- 2010-2011  Wim De Corte
- 2009-2010  Wim De Corte
- 2011-2012  Kris Van Der Haegen
- 2012-2013  Kris Van Der Haegen,  Dieter De Pessemier
- 2013-2014  Barry Pauwels,  Henk Houwaart
- 2014-2015  Henk Houwaart